# João Souza
João Olavo Soares de Souza (Mogi das Cruzes, 27 de mayo de 1988) es un extenista profesional brasileño.
El 25 de enero de 2020 fue suspendido de por vida por la Unidad de Integridad de Tenis por "arreglo de partidos entre 2015 y 2019".

## Biografía
Su nombre completo es João Olavo Soares de Souza. Apodado "Feijão (que significa poroto o frijol en Sudamérica y alubias en España) "A causa de mi color y porque me gustan los frijoles". Su padre es Milton Soares de Souza Junior, y su madre, María Ángela Lima. Comenzó a jugar tenis a los nueve años en Mogi das Cruzes. Se mudó a Río de Janeiro en 2005 y desde entonces entrenó con Ricardo Acioly, excapitán de Copa Davis y entrenador de Fernando Meligeni. Juega con revés a dos manos  y su superficie preferida es la tierra batida. Su ídolo de pequeño era Gustavo Kuerten.

## Carrera
Su mejor clasificación a nivel individual la alcanzó el 6 de abril de 2015 al llegar al puesto n.º 69 según la ATP. En dobles llegó al puesto n.º 70 el 7 de enero del año 2013.
Logró 13 títulos de la categoría ATP Challenger Series, 7 en individuales y 6 en dobles.

### Copa Davis
Desde el año 2012 participó del equipo de Copa Davis de Brasil. Tiene en esta competición un récord total de partidos ganados/perdidos de 1/1 (1/1 en individuales, sin participación en dobles hasta el momento).

## Títulos

### Dobles (0)
| Leyenda                         |
| ------------------------------- |
| Grand Slam (0)                  |
| ATP World Tour Finals (0)       |
| ATP World Tour Masters 1000 (0) |
| ATP World Tour 500 (0)          |
| ATP World Tour 250 (0)          |

#### Finalista (1)
| N.º | Fecha                | Torneo | Superficie    | Pareja          | Oponentes                          | Resultado en la final |
| --- | -------------------- | ------ | ------------- | --------------- | ---------------------------------- | --------------------- |
| 1.  | 7 de febrero de 2015 | Quito  | Tierra batida | Víctor Estrella | Gero Kretschmer Alexander Satschko | 5-7, 6-7(3)           |

## ATP Challenger Tour (15; 9+6)

### Individuales
| N.º | Fecha      | Torneo                              | Superficie    | Rival en la final  | Resultado       |
| --- | ---------- | ----------------------------------- | ------------- | ------------------ | --------------- |
| 1.  | 12.04.2010 | Challenger de Bogotá (1)            | Tierra        | Alejandro Falla    | 4–6, 6–4, 6–1   |
| 2.  | 26.09.2010 | Challenger de Bogotá (2)            | Tierra        | Reda El Amrani     | 6–4, 7–65       |
| 3.  | 14.04.2011 | Challenger de Santos                | Tierra        | Diego Junqueira    | 6–4, 6-2        |
| 4.  | 10.09.2012 | Challenger de Cali                  | Tierra        | Thiago Alves       | 6–2, 6–4        |
| 5.  | 07.10.2012 | Challenger de Quito                 | Tierra        | Guillaume Rufin    | 6–2, 7-64       |
| 6.  | 13.10.2013 | Challenger de São José do Rio Preto | Tierra        | Alejandro González | 7-60, 6-3       |
| 7.  | 05.01.2014 | Challenger de San Pablo-1           | Dura          | Alejandro González | 6-4, 6-4        |
| 8.  | 07.08.2016 | Challenger de Cortina               | Tierra batida | Laslo Djere        | 6–4, 7–64       |
| 9.  | 14.08.2016 | Challenger de Fano                  | Tierra batida | Nicolás Kicker     | 6–4, 6–712, 6–2 |

### Dobles
| N.º | Fecha      | Torneo                       | Superficie    | Pareja            | Rival en la final                     | Resultado        |
| --- | ---------- | ---------------------------- | ------------- | ----------------- | ------------------------------------- | ---------------- |
| 1.  | 03.05.2009 | Challenger de Pereira        | Tierra batida | Víctor Estrella   | Juan Sebastián Cabal Alejandro Falla  | 6:4, 6:4         |
| 2.  | 23.09.2012 | Challenger de Campinas       | Tierra batida | Marcelo Demoliner | Marcel Felder Máximo González         | 6:1, 7:5         |
| 3.  | 21.10.2012 | Challenger de Río de Janeiro | Tierra batida | Marcelo Demoliner | João Sousa Frederico Gil              | 6:2, 6:4         |
| 4.  | 28.10.2012 | Challenger de Porto Alegre   | Tierra batida | Marcelo Demoliner | Simon Greul Alessandro Motti          | 6:3, 3:6, [10:7] |
| 5.  | 09.03.2013 | Challenger de Santiago       | Tierra batida | Marcelo Demoliner | Federico del Bonis Diego Junqueira    | 7:5, 6:1         |
| 6.  | 27.04.2013 | Challenger de San Pablo-2    | Tierra batida | Marcelo Demoliner | James Cerretani Pierre-Hugues Herbert | 6:4, 3:6, [10:6] |